# Ignacy Domeyko

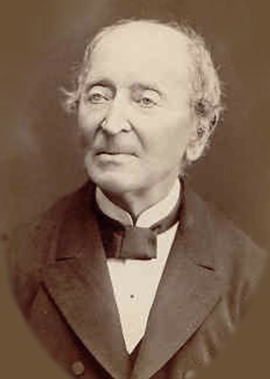
Ignacy Domeyko

Ignacy Domeyko, spanische Form Ignacio Domeyko, (* 31. Juli 1802 in Niedźwiadka Wielka bei Njaswisch; † 23. Januar 1889 in Santiago de Chile) war ein polnischer Geologe und Mineraloge. Berühmtheit erlangte er vor allem für seine mineralogischen Forschungen, Bergbautechniken und die Entdeckung neuer Mineralien.

## Leben
Ignacy Domeyko wurde im Gutshaus von Niedźwiadka Wielka bei Njaswisch im Distrikt Nawahradak im zaristischen Russland geboren (heute Mjadswedka in Belarus). Seine Heimat gehörte zu seinen Lebzeiten zum Russischen Reich. Domeyko wuchs im polnisch-litauischen Kulturkreis auf, da das Gebiet bis 1795 zu Polen-Litauen gehörte. Die meiste Zeit seines Lebens verbrachte er allerdings in Chile. Dort, aber auch in Litauen, Polen, und Belarus, ist er als bedeutende Persönlichkeit bekannt.
Im Jahr 1816 begann Domeyko an der Universität Vilnius zu studieren. Seit dieser Zeit verband ihn eine Freundschaft mit dem Romantiker Adam Mickiewicz, der heute als polnischer Nationaldichter gilt. 1822 erwarb Domeyko in Vilnius den Grad des Magisters der mathematisch-physikalischen Fakultät.
In Folge des Novemberaufstands verließ Domeyko 1831 Polen und hielt sich zunächst für einige Monate in Dresden auf. Hier traf er auch Adam Mickiewicz wieder, der ebenfalls aus Polen geflohen war. Er besuchte auch die Bergakademie in Freiberg, an der sein Onkel Josef Domeyko 1792 studiert hatte.
Kurz darauf emigrierte Domeyko schließlich nach Frankreich, um an der École des Mines in Paris Chemie und Mineralogie zu studieren. Nach Beendigung dieser Studien im Jahr 1837 widmete er sich praktischen Arbeiten und fand bald eine Anstellung im Elsass. Bereits ein Jahr später verließ er Frankreich und siedelte nach Chile über, da er dort eine Stelle als Professor der Chemie und Mineralogie am Colegio de Coquimbo in La Serena erhalten hatte. Die Einrichtung war in Folge des außerordentlichen Aufschwungs des dortigen Silber- und Kupferbergbaus gründet worden. In Chile benutzte Domeyko für seinen Vornamen bald die spanische Schreibweise Ignacio.
1850 heiratete er die Chilenin Enriqueta Sotomayor. Aus der Ehe gingen drei Kinder hervor: die Tochter Ana sowie die beiden Söhne Hernán Esteban und Juan Casimiro. Im Jahr 1884 begab sich Ignacio Domeyko noch einmal nach Europa. Seinen Sohn Hernán Esteban schickte er nach Rom, wo er Geistlicher wurde. Den anderen Sohn, Juan Casimiro, brachte er nach Paris sowie nach Freiberg, wo er an der Bergakademie studierte. 1888 beendeten beide Söhne ihre Studien in Europa und kehrten gemeinsam mit ihrem Vater nach Chile zurück. Bereits während der Schiffsfahrt erkrankte Ignacio Domeyko und musste am ersten chilenischen Hafen, in Talcahuano, an Land gehen. Im benachbarten Concepción erholte er sich und konnte später seine Heimreise nach Santiago fortsetzen, wo er jedoch wenige Monate später, am 23. Januar 1889, starb.
Das Grab Domeykos befindet sich auf dem Cementerio General in Santiago. Einst als Denkmal für Ignacio Domeyko errichtet, sind darauf inzwischen auch die Namen zahlreicher seiner Nachfahren zu finden.

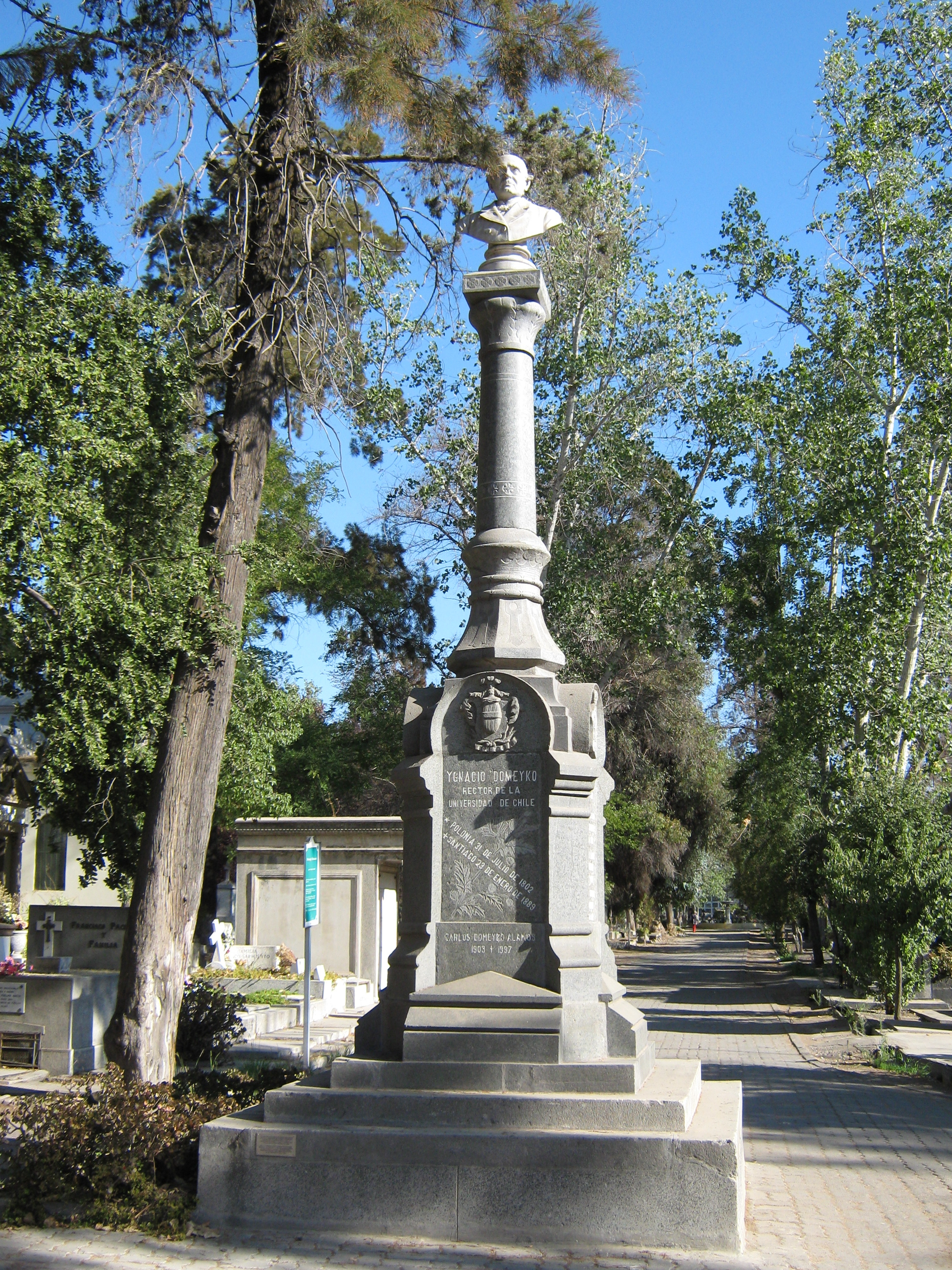
Das Grabmal Ignacy Domeykos

## Forschung
Während seiner Tätigkeit am Colegio de Coquimbo in La Serena arbeitete Domeyko einen Lehrplan für die Bergschule aus, lehrte Mineralogie, Physik, Chemie und Probierkunst, gründete die hierzu notwendigen Laboratorien und Sammlungen und schrieb Lehrbücher über Mineralogie und Physik. Seine vielseitige Tätigkeit brachte ihm bald die Anerkennung und das Vertrauen der chilenischen Regierung, die ihn unter anderem zum Mitglied des höchsten Gerichtshofes in Bergsachen und zum Mitglied der Kommission für das nationale öffentliche Unterrichtswesen ernannte.
In den Sommern von 1839 bis 1844 untersuchte er die Kordilleren und ihre Mineralien. 1845 reiste er nach Araukarien und besuchte die Mapuche, wo er ethnologische Forschungen betrieb und sich mit den Menschenrechten der indigenen Bevölkerung beschäftigte. 1847 wurde er an die Universidad de Chile in Santiago berufen. Auch hier reformierte er die Studienpläne der Universität. Von 1867 bis 1883 war er Rektor dieser Universität.
Im Jahr 1884 kehrte Domeyko nach Europa zurück, da er an der Universität Krakau für vier Jahre ein Honorardoktorat erhalten hatte. Nach dieser Zeit kehrte er nach Chile zurück, wo er kurz darauf starb.

## Würdigung
Nach ihm wurden benannt:
- das Mineral Domeykit Cu3As
- das Fossil Nautilus domeykus
- der Ammonit Ammonites domeykanus
- der Asteroid (2784) Domeyko[1]
- der Gebirgszug Cordillera Domeyko in Norden Chiles
- das Dorf Domeyko (28° 57′ S, 70° 54′ W) in Chile, Región de Atacama
- die Biblioteca Polaca Ignacio Domeyko in Buenos Aires
- das im Aufbau befindliche deutsch-chilenische Zentrum für bergbaubezogene Lehre und Forschung, benannt nach Ignacio Domeyko und seinem Sohn Casimiro.
- der Domeyko-Gletscher auf King George Island, Südliche Shetlandinseln, Antarktis.

Die UNESCO erklärte das Jahr 2002 zum Ignacy-Domeyko-Jahr. Mehrere Gedenkveranstaltungen wurden in Chile unter Schirmherrschaft des polnischen Präsidenten Aleksander Kwaśniewski und des chilenischen Präsidenten Ricardo Lagos abgehalten.